# Esther Roling

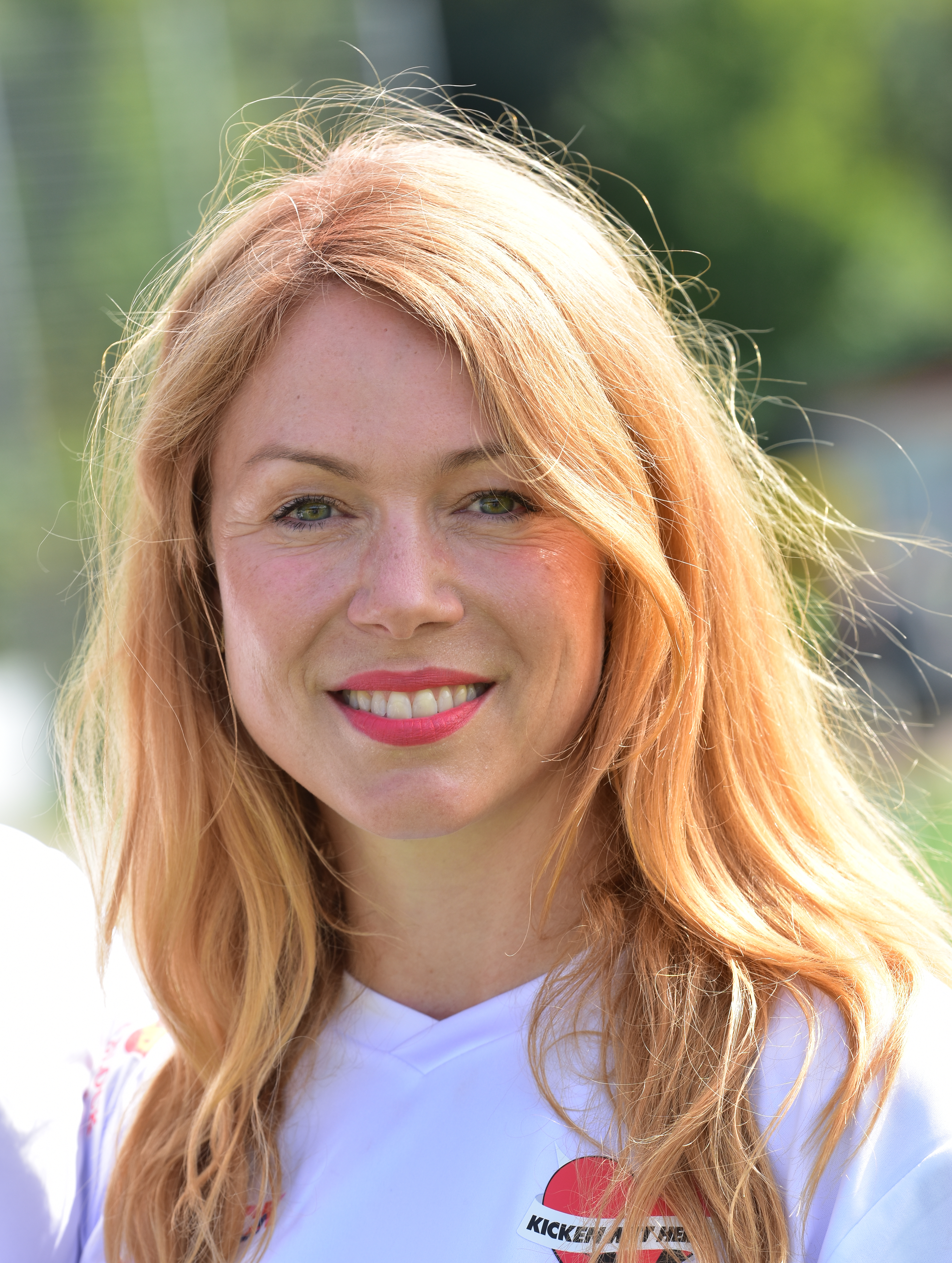
Esther Roling bei Kicken mit Herz 2024

Esther Roling (* 7. Dezember 1979 in Osnabrück) ist eine deutsche Schauspielerin.

## Leben
Esther Roling besuchte von 2001 bis 2005 die Arturo Schauspielschule in Köln. Erste Theatererfahrungen machte sie während ihrer Ausbildung auf der schuleigenen Bühne. Roling gastierte in den Folgejahren am Kölner Theater im Bauturm, am Packhaustheater Bremen und der Komödie in Frankfurt. Seit einigen Jahren spielt sie auch immer wieder am Hamburger Ohnsorg-Theater.
Zu Beginn der 2000er Jahre erhielt Esther Roling ihre ersten Aufgaben vor der Kamera. Neben Rollen in Kurzfilmen sah man sie bislang als Gastdarstellerin in Serien wie SOKO Wismar, Danni Lowinski oder in der Tatort-Folge Der Tote vom Straßenrand. Außerdem ist Roling in der Werbung tätig.

## Filmografie (Auswahl)
- 2004: World Inc. (Kurzfilm)
- 2007: Tatort – Der Tote vom Straßenrand
- 2008: Bordun (Kurzfilm)
- 2008: Spendensucht (Kurzfilm)[7]
- 2009: SOKO Wismar – Ein Wolf kommt selten allein
- 2010: Danni Lowinski – Kein Heim
- 2013: Heiter bis tödlich: Morden im Norden – Die gute Ute
- 2017: München Mord: Einer, der’s geschafft hat
- 2018: Fischer sucht Frau
- 2019: Auf einmal war es Liebe
- 2019: Sarah Kohr – Das verschwundene Mädchen
- 2019: Tatort: Querschläger
- 2020–2022: Die Pfefferkörner
- 2021: Neben der Spur – Schließe deine Augen (Fernsehreihe)
- 2022: Mittagsstunde
- 2023: Mord oder Watt? – Ebbe im Herzen (Fernsehfilm)